# Karelski jezik
Karelski jezik (ISO 639-3: krl), jezik Karelijaca, finska skupina jezika, kojim govori 35 000 ljudi (1993 Salminen) na području ruske Karelije, i 10 000 u Finskoj (1994), u provinciji Oulu. Postoje četiri dijalekta, sjeverni, južni, novgorodski i tverski.
Sjeverni dijalekt tradicionalno se govori u Oulu, dok su govornici južnog dijalekta bili raseljeni iz područja koje je od 1940. do 1944,. bilo prepušteno SSSR-u. u Rusiji mnogi govore ruski [rus], a u Finskoj se služe i finskim [fin] (1988 T. Salminen).
U pjesmi „H.O.T.” Jurice Popovića iz 1999. dio stihova je na karelskom jeziku.

## Vanjske poveznice
- Ethnologue (14th)
- Ethnologue (15th)